# Liste der Baudenkmäler in Eschenlohe

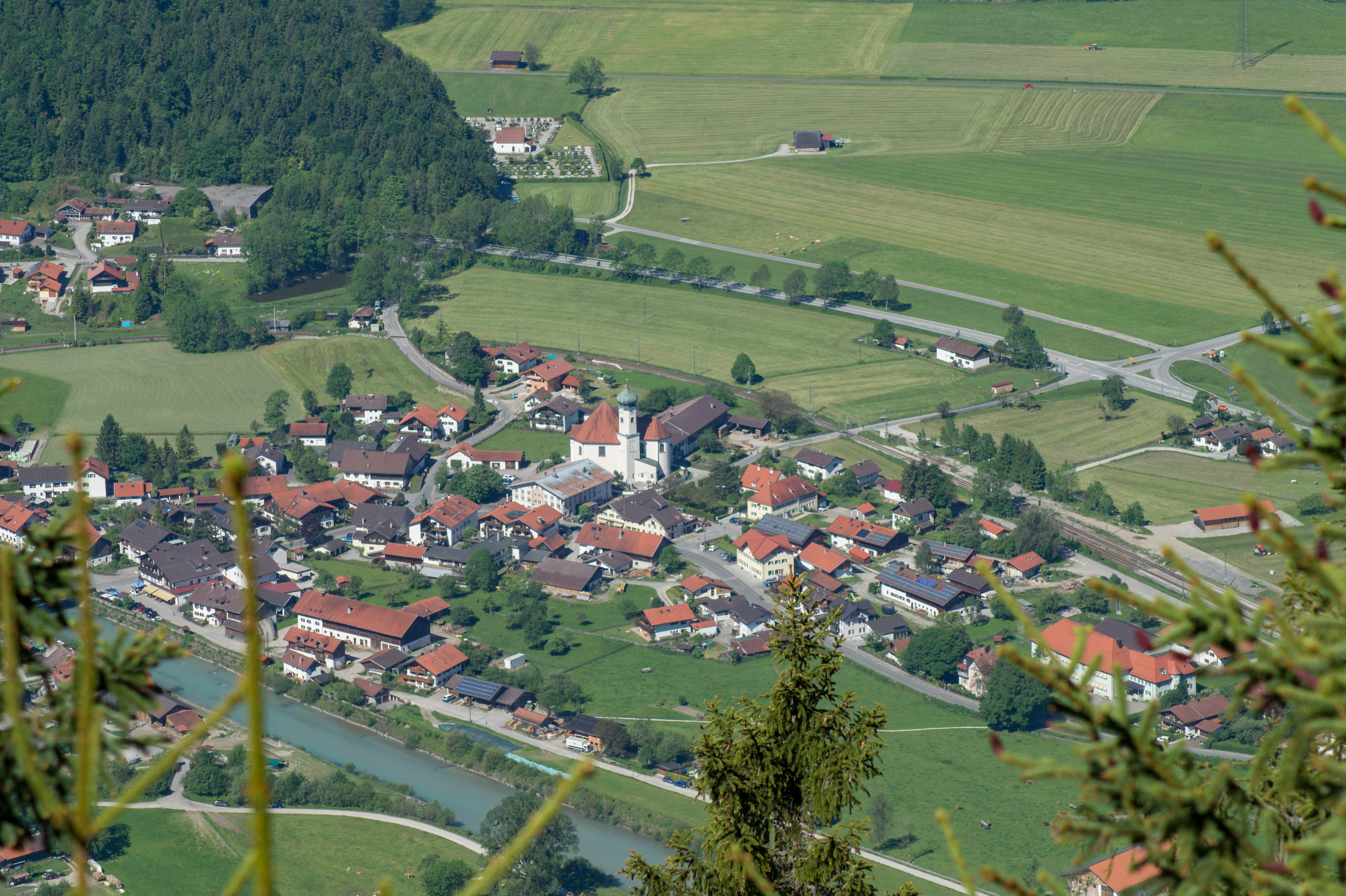
Blick auf Eschenlohe

Auf dieser Seite sind die Baudenkmäler in der oberbayerischen Gemeinde Eschenlohe zusammengestellt. Diese Tabelle ist eine Teilliste der Liste der Baudenkmäler in Bayern. Grundlage ist die Bayerische Denkmalliste, die auf Basis des Bayerischen Denkmalschutzgesetzes vom 1. Oktober 1973 erstmals erstellt wurde und seither durch das Bayerische Landesamt für Denkmalpflege geführt wird. Die folgenden Angaben ersetzen nicht die rechtsverbindliche Auskunft der Denkmalschutzbehörde.

## Baudenkmäler nach Ortsteilen

### Eschenlohe
| Lage | Objekt                                                        | Beschreibung | Akten-Nr.              | Bild                       |
| --- | ------------------------------------------------------------- | --- | ---------------------- | -------------------------- |
| Bahnhofstraße 1 (Standort) | Pfarrhaus                                                     | Zweigeschossiger Walmdachbau mit Hausfigur, 1810 | D-1-80-114-3           | weitere Bilder             |
| Dorfplatz (Standort) | Kriegerdenkmal                                                | Steinsockel mit bronzener Kriegerfigur, 1871 | D-1-80-114-6 Wikidata  | Kriegerdenkmal             |
| Dorfplatz 4 (Standort) | Gasthaus Alter Wirt                                           | Dreigeschossiger stattlicher Flachsatteldachbau mit Fassadenmalerei und barocken Heiligenfiguren in Eckerkernischen, im Kern 2. Hälfte 17. Jahrhundert, Dach 19. Jahrhundert | D-1-80-114-5           | Gasthaus Alter Wirt        |
| Dorfplatz 6 (Standort) | Katholische Pfarrkirche St. Clemens                           | barocker oktogonaler Zentralraum mit rechteckigem Chor und östlichem Zwiebelturm, von Franz Anton Kirchgrabner nach Plänen von Johann Michael Fischer, 1764–82; mit Ausstattung | D-1-80-114-1           | weitere Bilder             |
| Dorfplatz 12 (Standort) | Bundwerk                                                      | Traufseitig mit Aussägearbeiten, Anfang 19. Jahrhundert | D-1-80-114-7 Wikidata  | Bundwerk                   |
| Garmischer Straße 40; Brünst; Ethental; Vestbühel; Nähe Garmischer Straße (Standort)                                           | Kapelle St. Nikolaus                                          | Barocker Saalbau mit verschindeltem Dachreiter, 1628 über mittelalterlichen Burgresten; mit Ausstattung; Mauerreste des Burgstalls Eschenlohe, mittelalterlich; Kreuzweg, 13 Stationen mit gusseisernen Reliefs und monumentaler Kreuzigungsgruppe mit Assistenzfiguren, 1885; Ölbergkapelle, Bruchsteingehäuse mit Tonrelief, 1887                                                          | D-1-80-114-2 Wikidata  | weitere Bilder             |
| Garmischer Straße 50a; Brünst; Garmischer Straße 50; Höllensteinstraße 27; Olympiastraße; Vestbühel; Ethental; B 2. (Standort) | Sogenannter Olympia-Tunnel, dann Rüstungswerk (Tarnname Ente) | Zwei Straßentunnel, tonnengewölbte Stahlbetontunnel, 1935, Umbau zum Rüstungswerk und jeweils beidseitige Erweiterungen nach Norden und Süden in Stahlbeton, von den Firmen Moll, Klug und Unglert, 1944/45; Stahlbetonblock, wohl Geschützturm, 1944/45; Straßenbrücke, Stahlbeton, mit Hangstützwänden, 1935; vier Stollen als Lager und Luftschutzräume, 1944/45; vier Kavernen, 1944/45. | D-1-80-114-19          | weitere Bilder             |
| Heubergstraße 2 (Standort) | Ehemaliges Bauernhaus                                         | Zweigeschossiger Satteldachbau mit Giebellaube und reicher Fassadenmalerei, um 1780, erneuert | D-1-80-114-10 Wikidata | Ehemaliges Bauernhaus      |
| Krottenkopfstraße 12 (Standort)                                                                                                | Blockbau                                                      | Obergeschoss eines ehemaligen Kleinbauernhauses mit verschaltem Flachsatteldach, 2. Hälfte 17. Jahrhundert, 1980–82 von Krottenkopfstraße 7 transferiert und zum Einfirsthof ergänzt | D-1-80-114-11 Wikidata | Blockbau                   |
| Walchenseestraße 44 (Standort)                                                                                                 | Ehemaliges Kleinbauernhaus                                    | zweigeschossiger Blockbau mit Satteldach, Lauben und verschaltem Giebelfeld, bezeichnet 1768 | D-1-80-114-13 Wikidata | Ehemaliges Kleinbauernhaus |

### Weghaus
| Lage                 | Objekt                  | Beschreibung                                                                                | Akten-Nr.                        | Bild                    |
| -------------------- | ----------------------- | ------------------------------------------------------------------------------------------- | -------------------------------- | ----------------------- |
| Weghaus 1 (Standort) | Gutshof Weghaus         | Dreigeschossiger stattlicher Walmdachbau mit Sonnenuhr, 2. Hälfte 18. Jahrhundert           | D-1-80-114-15                    | Gutshof Weghaus         |
| Weghaus 1 (Standort) | Ökonomiegebäude Weghaus | Walmdachbau mit verbrettertem Obergeschoss, 18./19. Jahrhundert                             | D-1-80-114-15 zugehörig Wikidata | Ökonomiegebäude Weghaus |
| Weghaus 3 (Standort) | Kapelle St. Georg       | Barocker Satteldachbau mit Zwiebel-Giebelreiter, 2. Hälfte 17. Jahrhundert; mit Ausstattung | D-1-80-114-14                    | Kapelle St. Georg       |

### Wengen
| Lage                    | Objekt     | Beschreibung                                              | Akten-Nr.              | Bild           |
| ----------------------- | ---------- | --------------------------------------------------------- | ---------------------- | -------------- |
| In der Wanne (Standort) | Wegkapelle | Satteldachbau, 2. Hälfte 17. Jahrhundert; mit Ausstattung | D-1-80-114-16 Wikidata | weitere Bilder |

### Wengwies
| Lage                                   | Objekt                | Beschreibung | Akten-Nr.              | Bild                  |
| -------------------------------------- | --------------------- | --- | ---------------------- | --------------------- |
| Wengwies 1 Schloss Wengwies (Standort) | Schloss Wengwies      | Stattlicher putzgegliederter Gruppenbau in historisierenden Formen mit Erkern, Staffelgiebeln und Turm, von Albert Jack und Max Wanner, bezeichnet 1902 | D-1-80-114-17          | Schloss Wengwies      |
| Wengwies 3 (Standort)                  | Ehemaliges Bauernhaus | Zweigeschossiger Flachsatteldachbau mit Zierbund, 2. Hälfte 18. Jahrhundert                                                                             | D-1-80-114-18 Wikidata | Ehemaliges Bauernhaus |

## Ehemalige Baudenkmäler
In diesem Abschnitt sind Objekte aufgeführt, die früher einmal in der Denkmalliste eingetragen waren, jetzt aber nicht mehr. Objekte, die in anderem Zusammenhang also z. B. als Teil eines Baudenkmals weiter eingetragen sind, sollen hier nicht aufgeführt werden. Aktennummern in diesem Abschnitt sind ehemalige, jetzt nicht mehr gültige Aktennummern.

| Lage                            | Objekt          | Beschreibung | Akten-Nr.              | Bild            |
| ------------------------------- | --------------- | --- | ---------------------- | --------------- |
| Bahnhofstraße 4 (Standort)      | Bauernhaus      | Mit Zierbund und zum Teil alten Kreuzstockfenstern, im Kern 2. Hälfte 18. Jahrhundert, erneuert.                                 | D-1-80-114-4 Wikidata  | Bauernhaus      |
| Garmischer Straße 2 (Standort)  | Bauernhaus      | Mit Zierbund und Traufbundwerk, um 1780/90.                                                                                      | D-1-80-114-8 Wikidata  | Bauernhaus      |
| Garmischer Straße 37 (Standort) | Kleinhaus       | Zweigeschossiger Flachsatteldachbau mit Zierbund, Anfang 18. Jahrhundert                                                         | D-1-80-114-9 Wikidata  | Kleinhaus       |
| Mühlstraße 1 (Standort)         | Kleinbauernhaus | Obergeschoss verputzter Blockbau mit Längstenne und Zierbund, 1. Hälfte 18. Jahrhundert (Abgerissen und nicht wieder aufgebaut.) | D-1-80-114-12 Wikidata | Kleinbauernhaus |